# ペドロ・カルデロン・デ・ラ・バルカ

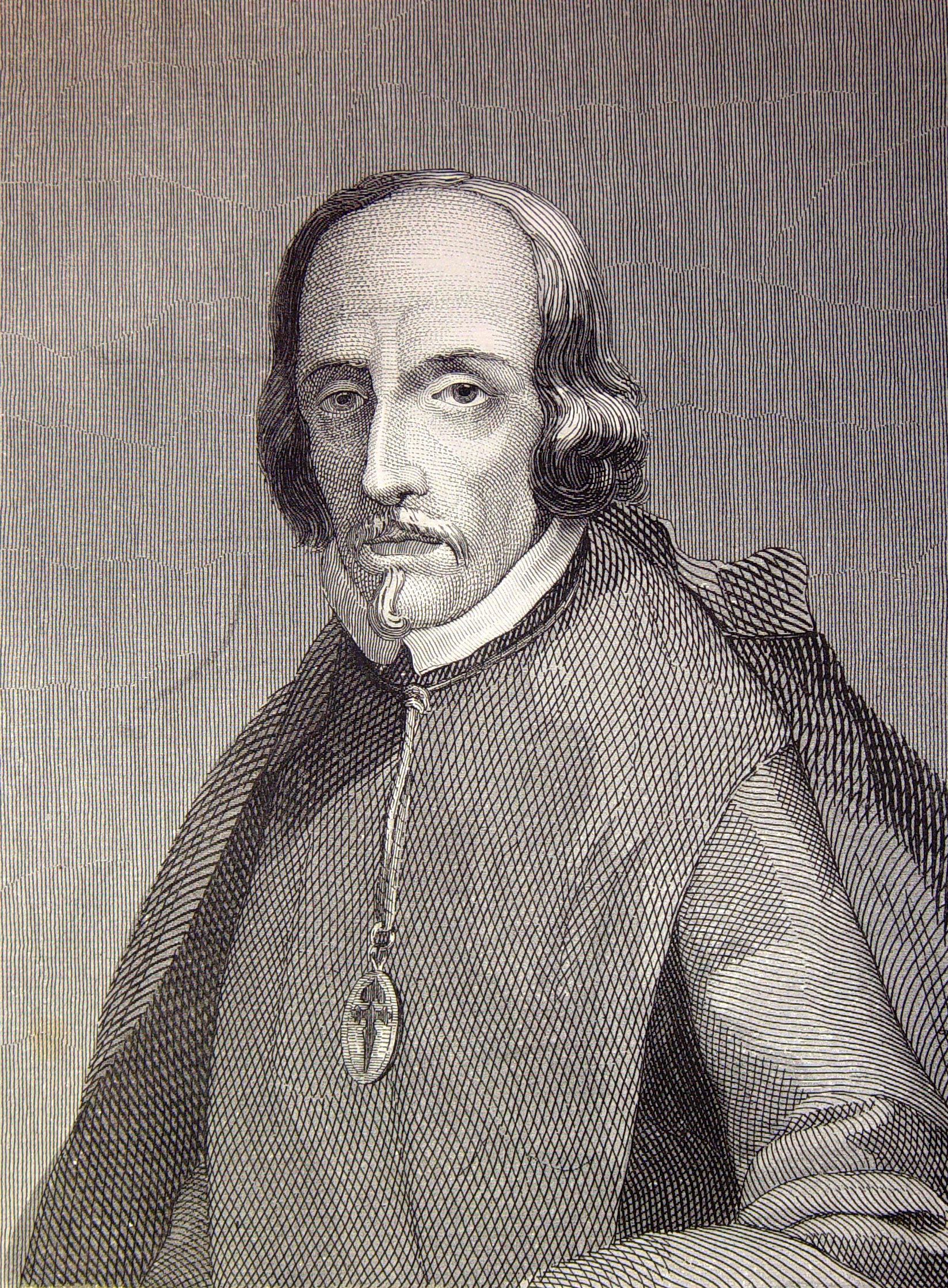
カルデロン・デ・ラ・バルカ

ペドロ・カルデロン・デ・ラ・バルカ（Pedro Calderón de la Barca, 1600年1月17日 - 1681年5月25日）は、スペイン黄金世紀を代表する劇作家であり詩人である。彼は生涯にわたり200を超える劇作品と多数の詩を創作し、その洗練された言語と哲学的な深みで知られている。

## 生涯
カルデロンは1600年1月17日、スペインのマドリードで生まれた。彼はイエズス会の学校で教育を受け、サラマンカ大学とアルカラ大学で法学を学んだ。当初は聖職者の道を志していたが、最終的には劇作に専念することを決意した。1620年代には既に劇作家としての名声を得ており、フェリペ4世の宮廷と緊密な関係を築いていた。1637年にはサンティアゴ騎士団の騎士に叙任され、宮廷の劇場監督を務めるなど、その才能は国家レベルで高く評価された。1651年に司祭に叙階され、その後は教会のために劇作を続ける傍ら、宮廷での職務も務めた。1681年5月25日、マドリードで逝去した。

## 主要作品と文学的特徴
カルデロンの作品は、大きくは宗教劇（オート・サクラメンタル）と世俗劇に分類される。彼の作品は、人生のはかなさ、運命と自由意志、名誉と復讐といった普遍的なテーマを深く掘り下げており、バロック演劇の典型的な特徴を示している。緻密なプロット、象徴的なイメージ、そして比喩に富んだ詩的な言語が彼の劇作の際立った特徴である。
彼の最も有名な作品には、人生を夢になぞらえた哲学的な寓話劇である『人生は夢』（La vida es sueño）がある。これは、運命によって幽閉された王子シギスムンドが、現実と夢の狭間で自己の存在と自由意志について葛藤する物語である。この作品は、人間存在の根源的な問いを投げかけることで、今日においても広く上演され、研究されている。
その他、『サマレアの市長』（El alcalde de Zalamea）は、名誉と正義を巡る農民の姿を描いた作品であり、スペイン演劇における名誉劇の傑作として知られる。また、彼のオート・サクラメンタルは、聖体拝領祭で上演される一種の宗教劇であり、神学的な教義を寓意的に表現したものである。これらの作品は、当時のスペイン社会の信仰と文化を色濃く反映している。

## 遺産
カルデロンは、ロペ・デ・ベガの後を継ぎ、スペイン黄金世紀演劇の頂点を極めた劇作家として、スペイン文学史において不動の地位を占める。彼の作品は、その後のヨーロッパの劇作家や思想家に大きな影響を与え、シェイクスピア、モリエール、ゲーテといった巨匠たちとも比較される。彼の哲学的な深みと芸術的な洗練は、20世紀以降も再評価され、世界中で研究と上演が続いている。